# 1 E-10 m
Za lažjo primerjavo različnih redov velikosti je na tej strani nekaj dolžin in višin med 10−10 in 10−9 m (10 pm in 10 nm).
razdalje, krajše od 100 pm
- 100 pm = 1 ångström (1 Å)
- 100 pm — kovalentni premer atoma žvepla
- 126 pm — kovalentni premer atoma rutenija
- 135 pm — kovalentni premer atoma tehnecija
- 153 pm — kovalentni premer atoma srebra
- 155 pm — kovalentni premer atoma cirkonija
- 175 pm — kovalentni premer atoma tulija
- 225 pm — kovalentni premer atoma cezija
- 356.68 pm — širina celice diamanta
- 403 pm — širina celice litijevega florida
- 560 pm — širina celice žveplovega klorida

razdalje, daljše od 1 nm